# Вроцлав-Грабицин
Вроцлав-Грабишин (пол. Wrocław Grabiszyn) — остановочный пункт в городе Вроцлав (расположен в дзельнице Грабишин-Грабишинек), в Нижнесилезском воеводстве Польши. Имеет 2 платформы и 2 пути.
Остановочный пункт создан 14 декабря 2014 года на железнодорожной линии Вроцлав — Згожелец.